# 北アメリカ・西インド艦隊
北アメリカ・西インド艦隊（英語: North America and West Indies Station）は、1745年から1956年にかけて、北アメリカに駐留したイギリス海軍の編隊であり司令部である。北アメリカ艦隊と西インド艦隊は別々であったが、1818年に両方が結合されて北アメリカ・西インド艦隊となり、1926年にアメリカ・西インド艦隊と改名された。
最高指揮官も「北アメリカ・西インド艦隊司令官」であったのが、後に「アメリカ・西インド艦隊司令官」となった。なお、ここではstationに艦隊という言葉を充てているが、この言葉には軍の根拠地や駐屯地といった意味も含まれる。

## 歴史
1745年に、北アメリカのフランス軍に対抗するために編成された戦隊が始まりである。創設されてから60年間は、ノバスコシアのハリファックスの海軍工廠に本部が置かれた。現在のCFBハリファックスである 。ハリファックスに本部が置かれたのは1758年から1818年までである。1758年に海軍工廠が常設の建物と土地を購入し、1759年から正式に本部が置かれるようになった。この本部は北アメリカにおけるイギリス海軍の本拠地として、七年戦争、アメリカ独立戦争、フランス革命戦争そして米英戦争に使用された。
1818年、ハリファックスは夏用の基地となり、それ以外の季節の本拠地はバミューダの海軍工廠に移された。バミューダが、アメリカ合衆国との交戦ではより有利な位置にあったからである。イギリス海軍は、1795年には、バミューダに恒久的に使用できる基地を作っており、その後バミューダ諸島周辺の土地を購入し始め、海軍工廠をはじめとする海軍基地を発展させた。一方でハリファクスはなおも夏用の基地であり続けた。

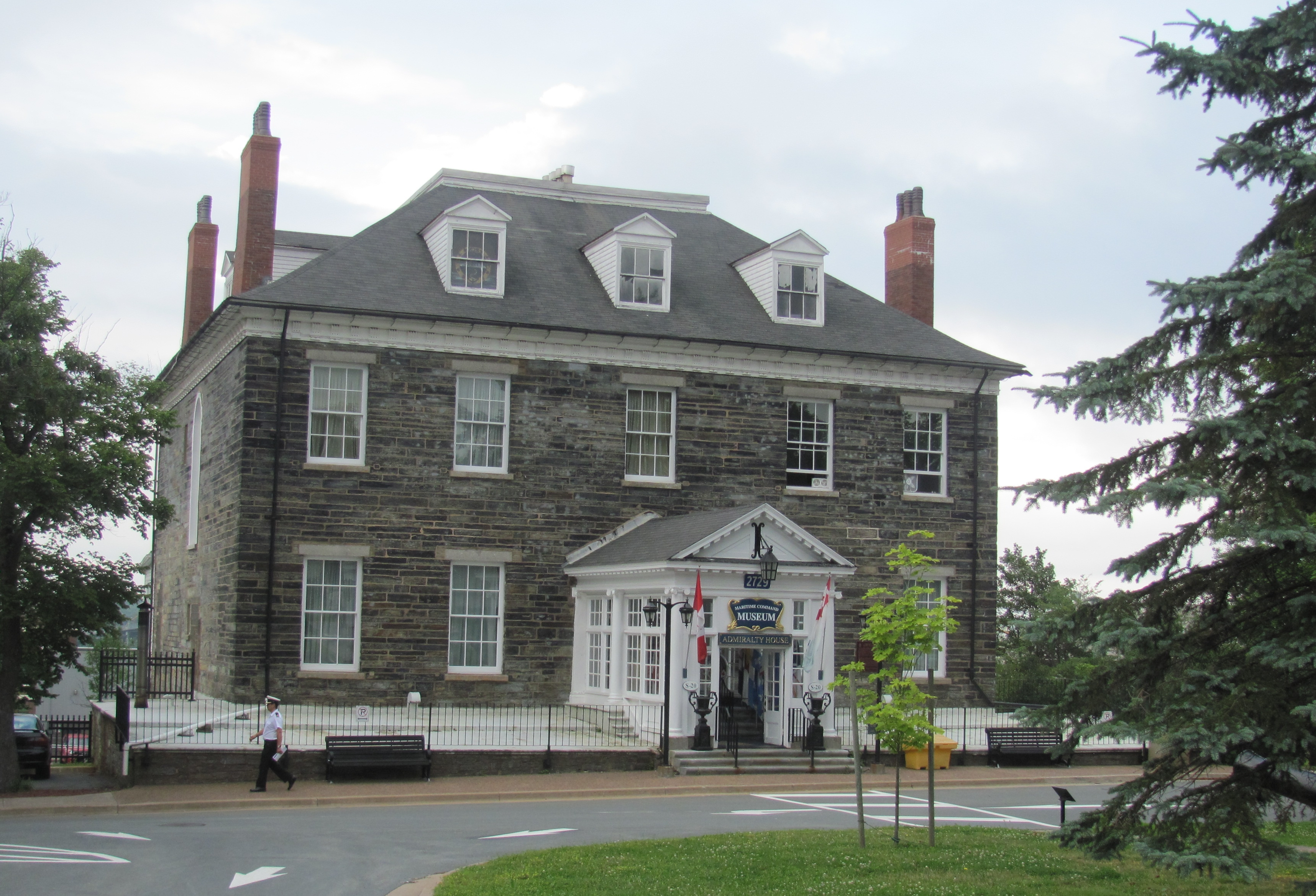
ハリファックスにおけるかつてのイギリス海軍本部の建物。今は海事博物館になっている。

1926年、この艦隊の司令官はアメリカ・西インド司令官となった. 。1951年にバミューダの海軍工廠が閉鎖された後は、残りのわずかな部分が「マラバー」（HMS Malabar）として知られ、この部分が基地として存続した。1952年、艦隊の司令官であるウィリアム・アンドリューズ中将は、大西洋連合軍の初代副司令官（DSACLANT）となった。1956年10月29日には、艦隊司令官はSNOWI（Senior Naval Officer West Indies） と呼ばれるようになり、北大西洋条約機構（NATO）の指揮系統の中でバミューダ諸島の司令官として任務につき、大西洋連合軍（SACLANT）の西大西洋管区最高司令官の元に報告する役目を負うことになった。SNOWIは1976年4月1日に解体された。
マラバーがバミューダ政府に引き継がれた1995年までには、イギリス海軍の大西洋北西部とカリブ海における駐留規模は縮小されて「西インド護衛艦隊」（現在の大西洋警備隊）となった。これは艦隊のフリゲートが各自分担して、西インド諸島の長期にわたる巡回に交替でつく任務である。